# Amalia Lydia Lalli
Amalia Lidia Lalli (Flaibano, 16 giugno 1922 – Aulla, 22 aprile 1945) è stata una partigiana italiana. Ha combattuto con la Brigata Muccini facendo la staffeta, ha portato messaggi importanti per il collegamento tra le varie brigate partigiane che furono molto determinanti per la vittoria della guerra. Morirà 2 giorni prima della liberazione d’Italia e ovvero la fine della seconda guerra mondiale a causa di un'imboscata sul fiume magra ad Aulla. Svolse dei compiti importantissimi e il suo coraggio venne riconosciuto con una medaglia d’argento al valore militare (Medaglia D’Onore)

## Biografia

### Giovinezza
Di origini friulane, seguì il padre, geometra ed esponente del partito socialista, in Lunigiana, dove si era trasferito per ragioni di lavoro. Compì gli studi elementari e poi medi a Massa. Conseguita l'abilitazione magistrale, proseguì gli studi scegliendo la facoltà di ingegneria dell'Università di Pisa.

### Guerra partigiana
Nel settembre ’44, la giovane, appena ventitreenne, lasciò l'Università di Pisa e trasferitasi con la famiglia a Sarzana, entrò a far parte della Brigata Garibaldi "Ugo Muccini", col nome di "Kira". Lydia aveva seguito tempo addietro un corso di addestramento al primo soccorso e dapprima venne utilizzata come crocerossina, per curare e medicare i feriti. Dimostrando di possedere grande coraggio iniziò a prendere parte ad azioni combattenti. Fu proprio in una di queste che Kira, trovò la morte. Una pattuglia partigiana partita dal comando della brigata, a ridosso di Giucano, con l'ordine di prendere contatti con il comando della IV Zona Operativa ligure, di stanza a Zeri. Gli anglo-americani avevano infatti comunicato ai partigiani il loro imminente attacco decisivo al fronte, e quindi bisognava passare la notizia. Per raggiungere i partigiani dello Zerasco, rimasti privi di radio-ricevente, bisognava attraversare la Magra. Questo compito se lo assunse la brigata di Lydia, ma un’imboscata tedesca li colse nella notte nei pressi delle Lame di Aulla tra Stadano e Novegino di Podenzana.
Colpita a morte cadde nel fiume, il corpo sepolto provvisoriamente in un pianoro vicino a Stadano fu poi recuperato subito dopo la Liberazione ed inumato nel cimitero di Sarzana.

## Onorificenze
Il 9 maggio 1947, l'Università di Pisa conferì alla giovane la laurea ad honorem in ingegneria. Il comune di Sarzana le ha intitolato l'asilo nido comunale che sorge non lontano dalla stazione ferroviaria. Ad Amalia Lidia Lalli è intitolata la Scuola Elementare Statale di Marina di Massa.